# Далија Грибаускајте
Далија Грибаускајте (литв. Dalia Grybauskaitė; Вилњус, 1. март 1956) литванска је политичарка која је била 9. по реду председница Литваније, од 12. јула 2009. до 12. јула 2019. године. Прва је жена изабрана на ту позицију. Наследила је Валдаса Адамкуса. Од 2001. до 2004. је била министар финансија у влади Алгирдаса Бразаускаса. Током 2004. је кратко служила као европски комесар за образовање и културу док је од 2004. до 2009. била на позицији комесара за финансијско планирање и буџет. Грибаускајте је на ову позицију изабрана као независни кандидат. По занимању је економиста. Није удата и нема деце.